# Бірзіг
Бірзіг (нім. Birsig) — невелика річка у східній Франції та північній Швейцарії. Її джерело знаходиться в селі Бідерталь у французькому департаменті Верхній Рейн, поблизу швейцарського кордону. Бірзіг має довжину близько 21 км, а сточище — 82 км². Тече теренами Швейцарії та Франції та через долину Бірзіг. Далі через місто Базель, де впадає в Рейн.
Річка Бірзіг спочатку протікала відкрито через Базель, але річище давно каналізували, а її береги забудували, щоб запобігти пошкодженню будинків водою. Річка текла прямо вздовж будинків у нижній частині міста, де було перекинуто багато мостів. Збирала фекальні відходи з будинків і тому мала назву «велика клоака міста», що сприяло спалаху холери та тифу.
Нині більшу частину річища Бірзігу в Базелі закрито; є лише кілька сотень метрів навколо міського зоопарку, де Бірзіг можна побачити відкритою.